# Genitrix
Genitrix est un roman de François Mauriac publié en décembre 1923 aux éditions Grasset.

## Écriture du roman
François Mauriac, qui vient de publier Le Fleuve de feu, achève l'écriture de Genitrix le 23 septembre 1923 dans sa ville de Saint-Symphorien. Les sources des personnages de Genitrix, Félicité et Fernand Cazenave, se trouvent déjà exposées avec la famille Péloueyre du Baiser au lépreux dont Mauriac avait supprimé des pages qui serviront de trame à la construction de Genitrix durant le printemps et l'été 1923. L'écrivain place le décor de son roman dans les lieux mêmes de son enfance, l'imposante demeure bordelaise Second Empire construite à Langon, tout à côté de la gare de la ville (sur la ligne Bordeaux - Sète), afin de faciliter l'exploitation et le commerce du bois des propriétés des Mauriac. À quelques occasions, il dépeint également des éléments familiaux survenus à son grand-père ou à un oncle mort en bas âge.
L'auteur dédie son livre, qui paraît en décembre 1923 aux éditions Grasset, à son frère Pierre Mauriac, professeur de médecine à l'université de Bordeaux.
Ce roman, selon les paroles de François Mauriac lui « apporte la célébrité ». Considérant qu'il est celui « qui a eu le plus de portée », il le placera en 1937 comme l'une de ses œuvres préférées.

## Résumé
Mathilde Cazenave agonise dans son lit, atteinte d'une infection provoquée par une fausse couche tardive. Sa belle-mère Félicité Cazenave, née Péloueyre, la déteste de tout son être depuis qu'elle a épousé son seul fils Fernand, pourtant âgé de cinquante ans. Elle laisse le sort à son affaire et ne lui vient pas en aide, souhaitant profondément la mort de sa bru afin de posséder de nouveau totalement son enfant, trop et mal chéri. Au petit matin la jeune femme est morte. Réalisant qu'il vient de perdre la seule personne qui lui apportait un souffle de vie dans son confinement familial oppressif, Fernand commence à vouer un culte intérieur à son épouse, après pourtant l'avoir repoussée et méprisée pendant des mois lorsqu'elle était vivante, au point de réinvestir sa chambre d'enfant mitoyenne de celle de sa génitrice, sous l'influence de sa toute puissante mère, divinisée, possessive, et manipulatrice.
Alors que Félicité Cazenave pensait retrouver son fils au creux de son épaule, Fernand s'enferme dans la chambre de sa défunte femme, ne mange plus, et repousse les approches de sa mère. Félicité ne supporte pas cette victoire ultime de « la morte » qui dresse pour la première fois une forteresse imprenable entre elle et son fils. Bien qu'usant de différentes tactiques, jouant sur le chantage affectif et la domination parentale, elle ne reconquiert pas Fernand, et, victime d'une attaque cérébrale qui la laisse paralysée dans un fauteuil et mutique, finit par succomber quelques mois plus tard. Fernand se retrouve seul en tête-à-tête avec la vieille bonne de la famille, Marie de Lados. Ne souffrant pas de la mort de sa mère, il est toujours envahi du chagrin de la perte de sa femme avec laquelle il n'avait pourtant rien construit. Mais cet amour posthume s'éteint pourtant peu à peu avec la mort de sa mère :

« Il existe des hommes qui ne sont capables d'aimer que contre quelqu'un. »

La vieille servante obtient la faveur de faire venir son petit-fils, Raymond, dans la maison, puis ses parents, prenant petit à petit possession des lieux. Après un premier temps durant lequel Fernand projette inconsciemment sur Raymond la potentialité de l'enfant qui n'était pas advenu, il en vient à haïr la famille de sa servante et chasse violemment tout le monde dans un ultime soubresaut de sang Péloueyre.

## Éditions
- Éditions Grasset, 1923, édition originale enrichie d'un portrait de François Mauriac par Raymonde Heudebert
- Les Péloueyre (Genitrix et Le Baiser au lépreux), éditions Calmann-Lévy, 1925
- Le Baiser au lépreux et Genitrix, édition définitive, Librairie Hachette, 1928 (gravures sur bois de Paul Baudier)
- Génitrix, onze gravures originales de Michel Ciry, 140 exemplaires numérotés, Les Centraux bibliophiles, 1968
- Œuvres romanesques et théâtrales complètes, tome I, Bibliothèque de la Pléiade, éditions Gallimard, 1978,  (ISBN 2-07-010931-3)